# 段家河镇
段家河镇，是中华人民共和国陕西省安康市旬阳市下辖的一个乡镇级行政单位。

## 行政区划
段家河镇下辖以下地区：
薛家湾村、李家庄村、弥陀寺村、高鼻梁村、文雅村、北庵村、向家庄村、白果树村、唐家庄村、黄桥村和庙沟村。